# 1960.
1960. je sedmo desetletje v 20. stoletju med letoma 1960 in 1969. 